# Люсьен (сеньор Монако)
Люсьен (фр. Lucien, или Лучано итал. Luciano; 1487 — 22 августа 1523) — сеньор Монако с 1505 года. Третий сын Ламберта Гримальди и его жены Клодины.

## Биография
11 октября 1505 года Люсьен убил своего брата Жана II, получив титул сеньора. В 1506—1507 годах оборонял Монако во время осады войсками Генуи.
В 1512 году король Франции Людовик XII письменно признал независимость Монако.
Был женат на Жанне де Понтеве, с которой имел пятерых детей: Оноре, Клодина; трое умерли в младенчестве — Франсуа, Ламберт и Ренье.
Убит в княжеском дворце в Монако своим племянником Бартоломео Дориа (сыном своей сестры Франсуазы). Сопротивление монегасков, руководимых епископом Грасса Августином Гримальди, помешало заговорщикам захватить замок, однако они взяли в заложники вдову и детей Люсьена, что вынудило монегасков позволить заговорщикам уйти.